# Разноспоровые растения

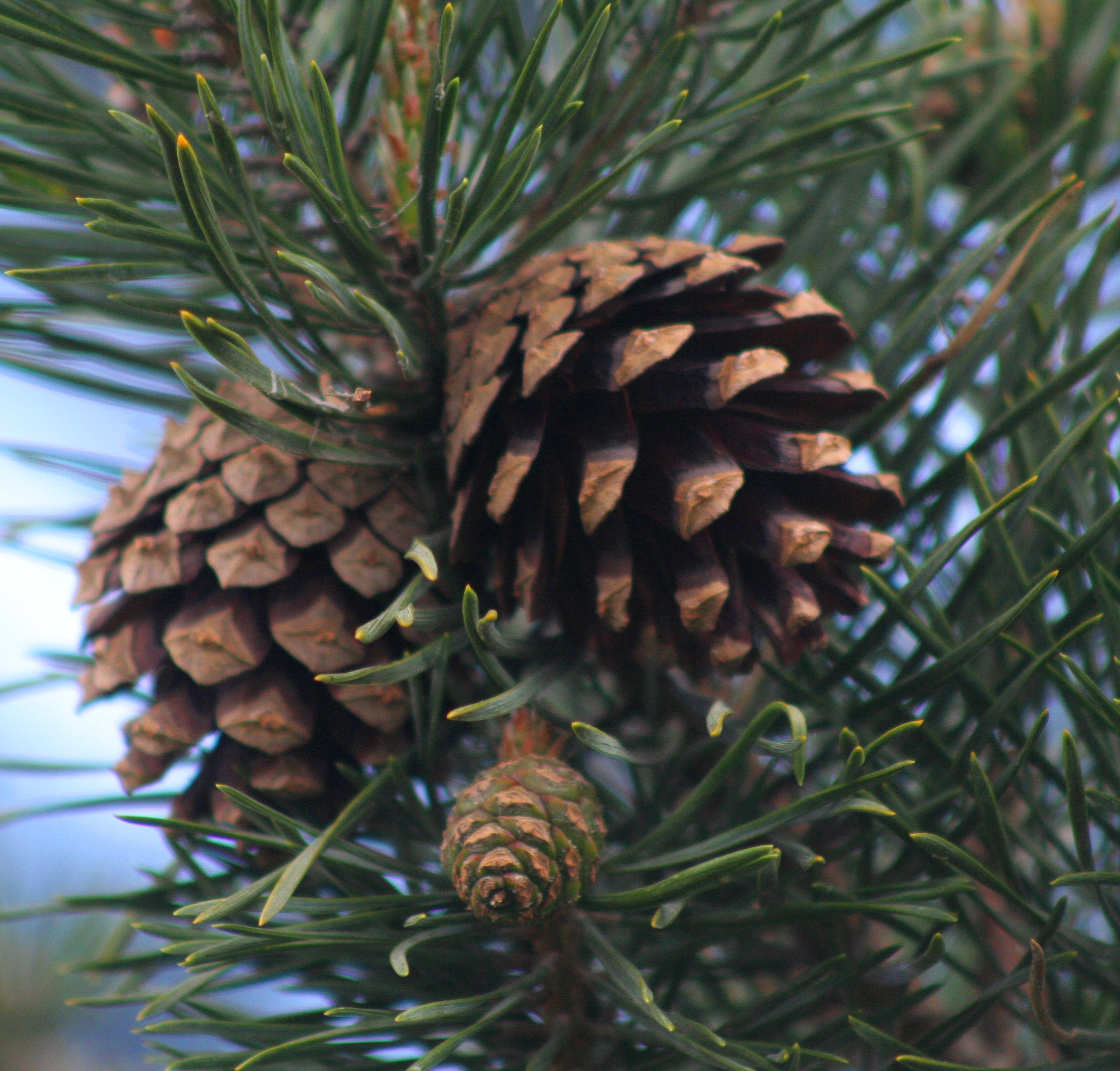
Женская шишка хвойного растения

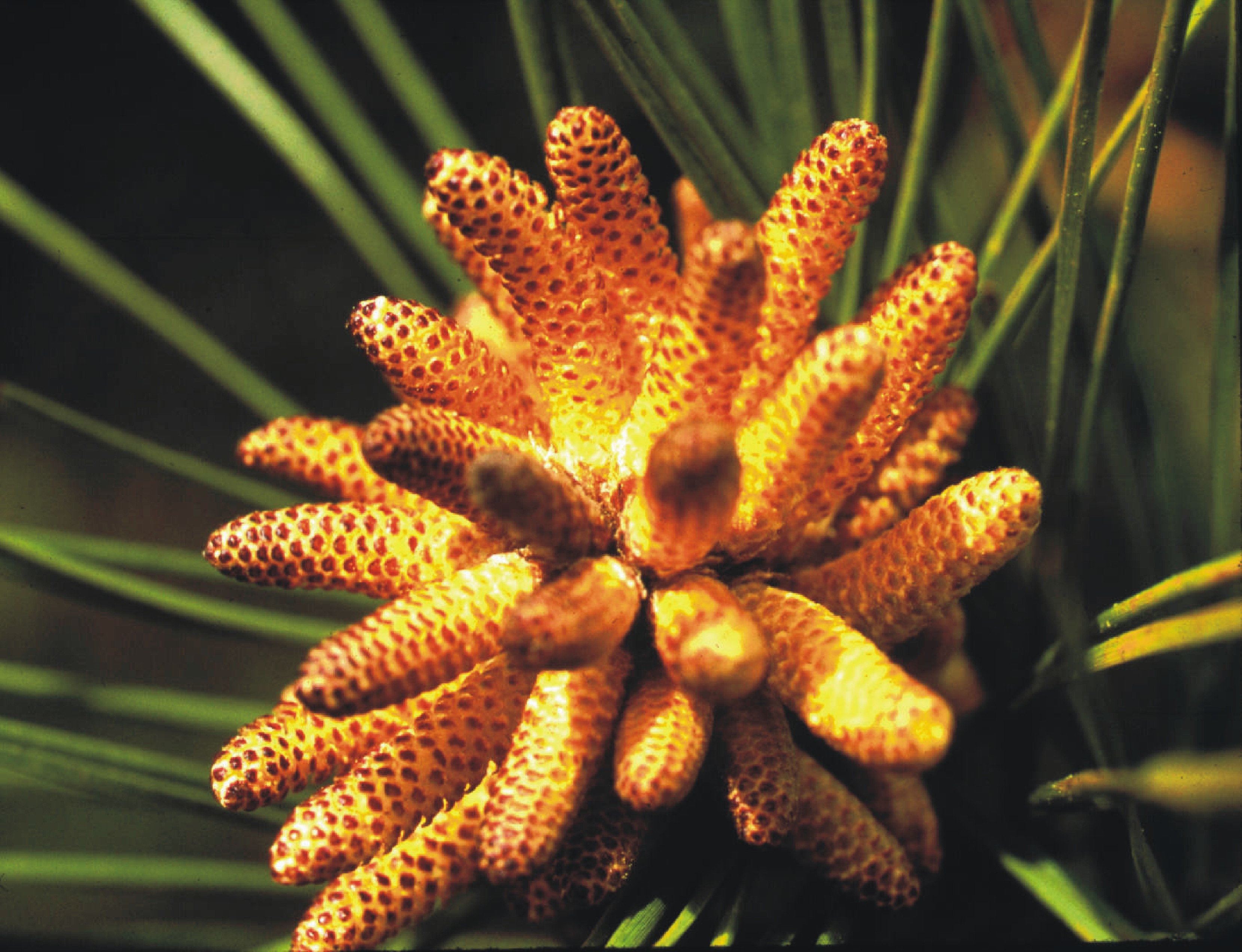
Мужская шишка хвойного растения

Разноспо́ровые расте́ния (также гетероспо́ровые расте́ния) — растения, образующие два вида спор: мужские микроспоры (меньшего размера) и женские мегаспоры (крупнее). 
Гетероспоровыми является часть папоротников, плауновидные, членистостебельные, а также все голосеменные и покрытосеменные растения.
Противоположностью разноспоровости (гетероспории) является равноспоровость (изоспория), когда споры имеют одинаковый размер.